# I Was Made for Lovin' You
I Was Made for Lovin' You é uma canção da banda americana de hard rock Kiss, lançada originalmente no álbum Dynasty e ganhando o primeiro lugar em varios países sendo uma das músicas mais famosas e tocadas do Kiss até hoje. A canção foi composta por Paul Stanley e Desmond Child.

## História
"I Was Made for Lovin 'You" inspira-se fortemente na música disco, estilo que era popular nos EUA no final da década de 1970. Paul Stanley , que co-escreveu a música com Desmond Child e Vini Ponciá, afirmou que foi um esforço consciente de sua parte para provar como era fácil de escrever e gravar um hit de música disco.
Foi o segundo single de ouro da banda, vendendo mais de 1 milhão de cópias. O single foi certificado de Ouro em 16 agosto de 1979 nos EUA, e no Canadá em 1 de agosto de 1979.
Ao longo dos anos a canção tornou-se um grampo permanente em performances ao vivo do Kiss. Quando Eric Carr se juntou à banda em 1980, a música foi tocada em um ritmo significativamente mais rápido, atribuído pela rápida habilidade de Carr na percussão. E apesar de Peter Criss aparecer na capa do disco e no vídeo clipe, ele não chegou a tocar em nenhuma musica do álbum, sendo substituído por Anton Fig.

## Legado
O single alcançou a décima posição no Billboard. A música também se tornou um hit na Austrália alcançando o primeiro lugar nas paradas ARIA em 1979. A canção também alcançou o primeiro lugar na Europa Ocidental, que se tornou  hit no Top 20 nas paradas de sucesso na Suécia, entrou também para o top 10 na Noruega, chegou à posição de número 2 na França, Alemanha, Suíça e Áustria. Na Holanda ficou em primeiro lugar. No Reino Unido, parou no número 50.

## Paradas
| Ano  | Parada                       | Posição |
| ---- | ---------------------------- | ------- |
| 1979 | Billboard Hot 100            | 11      |
| 1979 | Australia Singles Chart      | 1       |
| 1979 | Belgium Singles Chart        | 1       |
| 1979 | Canada Singles Chart         | 1       |
| 1979 | France Singles Chart         | 2       |
| 1979 | Germany Singles Chart        | 2       |
| 1979 | Netherlands Singles Chart    | 1       |
| 1979 | New Zealand Singles Chart    | 1       |
| 1979 | Norway Singles Chart         | 10      |
| 1979 | Sweden Singles Chart         | 19      |
| 1979 | Switzerland Singles Chart    | 2       |
| 1979 | United Kingdom Singles Chart | 50      |
| 1979 | United States Singles Chart  | 11      |

## Certificação
| Certificador | Certicado | vendas    |
| ------------ | --------- | --------- |
| RIAA         | Ouro      | 1,000,000 |
| CAN          | Ouro      | 100,000   |

## Versões cover
- Em 1982, o grupo Menudo gravou uma versão em espanhol chamada "FuI Hecho Para Amarte".
- Em 1989, a cantora sueca Ankie Bagger gravou a música em seu álbum Where Were You Last Night.
- Em 1990, o dueto feminino pop japonês, Wink, fez um cover da canção em japonês intitulado "Warui Yume" em seu álbum Crescent.
- Em 1996, o cantor italiano Dave Rodgers gravou uma versão eurobeat da música.
- Em 1998, o grupo alemão de techno Scooter cobriu a canção em seu álbum.
- Em 1998, o grupo finlandês de metal, Embraze cobriu a canção para seu álbum de estréia LAEH.
- Em 2000, o grupo de música eletrônica alemã, Queen of Japan, incluiu um cover da música em seu álbum Headrush.
- Em 2000, a cantora pop grega Anna Vissi cobriu a canção e lançou-a em seu primeiro álbum em inglês Everything I Am.

## Créditos
- Paul Stanley - Guitarra Rítmica, Vocalista Principal
- Gene Simmons - Baixo, Vocal de Apoio
- Ace Frehley - Guitarra Solo, Vocal de Apoio
- Peter Criss - Bateria (creditado, mas não chegou a gravar)

- Anton Fig - Bateria
- Vini Poncia - Teclados